# Sarah Dyrehauge Hansen
Sarah Dyrehauge Hansen (14 settembre 1996) è una calciatrice danese, centrocampista offensiva del Thy-Thisted Q.

## Palmarès
- Campionato danese: 2

Fortuna Hjørring: 2015-2016, 2017-2018
- Coppa di Danimarca: 2

Fortuna Hjørring: 2015-2016, 2018-2019

### Altri piazzamenti
- Coppa di Danimarca:

Thy-Thisted Q: finalista: 2019-2020